# Thornton Riseborough
Thornton Riseborough var en civil parish från 1866 till 1986 då den blev en del av Normanby, i grevskapet North Yorkshire, i England. Civil parish var belägen 11 km från Malton och hade 18 invånare år 1971. Byn nämndes i Domedagsboken (Domesday Book) år 1086, och kallades då Tornentun/Tornitun.